# 지방도 제1013호선
지방도 제1013호선(초전 ~ 궁류선)은 경상남도 진주시 초전동 농업기술원삼거리와 의령군 궁류면 평촌리를 잇는 경상남도의 지방도이다.
거의 대부분의 구간이 왕복 2차로로 구성되어 있으나, 진주시 대곡면 등 극히 일부 구간에 대해서 왕복 4차로의 구간도 존재하고 있다. 진주 도심과 읍면지역인 진주시 대곡면, 의령군 칠곡면 등을 이어주는 것이 특징이다. 진주시 대곡면의 일부 구간에서 지방도 제1007호선과 중첩된다.

## 연혁
- 2003년 2월 20일 : 노선 폐지 및 재지정[1][2]
- 2008년 3월 15일 : 의령군 칠곡면 외조리 ~ 가례면 갑을리 13.3km 구간 개통[3]
- 2009년 10월 15일 : 지방도 노선 조정[4]
- 2018년 7월 24일 : 초전 ~ 대곡간 도로 1공구(진주시 대곡면 단목리 ~ 유곡리) 1.74km 구간 확장 개통, 기존 410m 구간 폐지[5]
- 2020년 10월 8일: 종점을 의령군 가례면에서 의령군 궁류면으로 변경[6]

## 주요 경유지
- 진주시
  - 초장동 농업기술원삼거리 - 금산교사거리 - 장흥교
  - 집현면 장흥교 - 죽산삼거리 - 신당리 - 덕오교 - 평촌삼거리 - 덕오삼거리 - 덕오리
  - 대곡면 월아리 - 월아교 - 단목리 - 단목삼거리 - 유곡삼거리 - 유곡리 - 광석교 - 광석삼거리 - 광석리 - 설매삼거리 - 설매리

- 의령군
  - 화정면 덕교리 - 덕교 - 덕교삼거리 - 가수리
  - 칠곡면 도산리 - 신포교 - 신포리 - 칠곡교 - 입암 교차로 - 신포1교 - 외조리 - 칠곡초등학교 - 칠곡보건지소 - 내조리 - 자굴티재
  - 대의면 자굴티재 - 신전리 - 신전소류지 - 쇠목재
  - 궁류면 한우산전망대 - 벽계리 - 벽계저수지 - 평촌리

## 중복 구간
- 진주시 초장동
- 진주시 대곡면 단목삼거리 ~ 유곡삼거리 : 지방도 제1007호선과 중복

## 도로명
- 진주시 금산교사거리 ~ 대곡면 광석삼거리 : 남강로
- 진주시 대곡면 광석삼거리 ~ 의령군 칠곡면 입암 교차로 : 진의로
- 의령군 칠곡면 입암 교차로 ~ 칠곡초등학교 : 칠곡로
- 의령군 칠곡면 칠곡초등학교 ~ 대의면 쇠목재 : 자굴산로
- 의령군 대의면 쇠목재~궁류면 벽계리: 한우산길
- 의령군 궁류면 벽계리~평촌리: 벽계로